# Тіньовий уряд
Тіньовий уряд — «уряд-в-очікуванні», створений, щоб за певних умов йому були передані повноваження реального уряду. Конституційне регулювання тіньового уряду опирається на визначення конституційного статусу парламентської опозиції.
У парламентських державах опозиційні партії створюють усередині партії тіньовий уряд, де партійні лідери заздалегідь розподіляють міністерські портфелі і посади, в очікуванні приходу партії до влади.
Різного роду партизанські рухи часто мають усередині себе структури, еквівалентні поточному уряду на території дії, створені з метою спростити перехідний період у разі успішного повалення поточного уряду. Також цей термін вживається в широкому сенсі стосовно партизанського руху, який контролює значну частину території країни, здійснюючи на ній функції уряду.
У розвинених країнах існують спеціальні закони і державні структури, створені на випадок лих таких серйозних, що можуть порушити роботу уряду.